# 天塚啓示
天塚 啓示（あまつか けいじ）は、日本の漫画家。1996年、埼玉県生まれ。

## 概要
漫画の専門学生の兄から漫画のノウハウを教えられ、2014年の高校3年の時に『Metal Stream』でデビュー。
代表作は『総合時間事業会社 代表取締役社長専属秘書 田中誠司』。同作内のおまけページで登場する自画像はキノコのマッシュ。

## 作品
- 『Metal Stream』（2014年、デビュー作、トレジャー新人漫画賞）[1][2]
- 『NECRO』（増刊 少年ジャンプNEXT!! 2015年掲載）[2]
- 『警備会社セプトスリー社長 田中誠司』（増刊 少年ジャンプNEXT!! 2016年Vol.2掲載、新人1位獲得）[4]
- 『特別国家公務員改造者対策課 田中誠司』（週刊少年ジャンプ 2016年42号掲載、2016年第3回金未来杯獲得）[5]
- 『警備会社セプトスリー実動警備部所属 田中誠司』（雑誌非掲載の短編作品。『総合時間事業会社 代表取締役社長専属秘書 田中誠司』第3巻に併録）
- 『総合時間事業会社 代表取締役社長専属秘書 田中誠司』（週刊少年ジャンプ 2018年30号から同年50号まで連載）